# Football League Cup 1988-1989
La Football League Cup 1988-1989, conosciuta anche con il nome di Littlewoods Challenge Cup per motivi di sponsorizzazione, è stata la 29ª edizione del terzo torneo calcistico più importante del calcio inglese, la 23ª in finale unica. La manifestazione, ebbe inizio il 29 agosto 1988 e si concluse il 9 aprile 1989 con la finale di Wembley.
Il trofeo fu vinto dal Nottingham Forest, tornato al successo dopo dieci anni, che nell'atto conclusivo si impose con il punteggio di 3-1 sui detentori del Luton Town.

## Formula
La Football League Cup era riservata alle 92 squadre della Football League. Il torneo era composto da scontri ad eliminazione diretta, che prevedevano nel primo e nel secondo turno, due match: regola dei gol in trasferta in caso di parità, ma solo dopo i tempi supplementari ed a seguire eventuali calci di rigore. Analogamente anche le semifinali, si disputavano con il doppio confronto di andata e di ritorno, ma a differenza di quanto accadeva nei primi due round, una parità di gol nell'aggregato anche dopo i supplementari, dava luogo all'effettuazione della partita di ripetizione (quindi niente regola dei gol fuori casa). Mentre dal terzo al quinto turno ed in finale si giocava una singola gara: se l'esito risultava un pareggio si procedeva ad una ripetizione a campi invertiti fino a quando non c'era una vincitrice (in finale invece si rigiocava sempre in campo neutro). Nell'eventualità di un pari anche nel replay si disputavano i tempi supplementari.
|                              | Squadre che entrano in questo turno                                                                    | Squadre qualificate dal turno precedente    |
| ---------------------------- | --- | ------------------------------------------- |
| Primo turno (56 squadre)     | - 24 squadre dalla Fourth Division - 24 squadre dalla Third Division - 8 squadre dalla Second Division |                                             |
| Secondo turno (64 squadre)   | - 20 squadre dalla First Division - 16 squadre dalla Second Division                                   | - 28 squadre vincitrici del primo turno     |
| Terzo turno (32 squadre)     | | - 32 squadre vincitrici del secondo turno   |
| Quarto turno (16 squadre)    | | - 16 squadre vincitrici del terzo turno     |
| Quarti di finale (8 squadre) | | - 8 squadre vincitrici del quarto turno     |
| Semifinali (4 squadre)       | | - 4 squadre vincitrici dei quarti di finale |
| Finale (2 squadre)           | | - 2 squadre vincitrici delle semifinali     |

## Primo turno
| Squadra 1        | Totale      | Squadra 2         | Andata         | Ritorno           |
| ---------------- | ----------- | ----------------- | -------------- | ----------------- |
|                  |             |                   | 29 agosto 1988 | 5 settembre 1988  |
| Stockport County | 1 - 2       | Tranmere          | 0 - 1          | 1 - 1             |
|                  |             |                   | 29 agosto 1988 | 6 settembre 1988  |
| Hereford Utd     | 2 - 6       | Plymouth          | 0 - 3          | 2 - 3             |
| Wigan            | 0 - 1       | Preston N.E.      | 0 - 0          | 0 - 1             |
|                  |             |                   | 30 agosto 1988 | 6 settembre 1988  |
| Bury             | 4 - 3       | Wrexham           | 2 - 1          | 2 - 2 (d.t.s.)    |
| Cambridge Utd    | 2 - 5       | Gillingham        | 1 - 2          | 1 - 3             |
| Carlisle Utd     | 1 - 4       | Blackpool         | 1 - 1          | 0 - 3             |
| Colchester Utd   | 0 - 5       | Northampton Town  | 0 - 0          | 0 - 5             |
| Doncaster        | 1 - 3       | Darlington        | 1 - 1          | 0 - 2             |
| Fulham           | 2 - 3       | Brentford         | 2 - 2          | 0 - 1 (d.t.s.)    |
| Grimsby Town     | 0 - 2       | Rotherham Utd     | 0 - 1          | 0 - 1             |
| Hartlepool Utd   | 2 - 4       | Sheffield Utd     | 2 - 2          | 0 - 2 (d.t.s.)    |
| Leyton Orient    | 2 - 0       | Aldershot         | 2 - 0          | 0 - 0             |
| Notts County     | 5 - 1       | Mansfield Town    | 5 - 0          | 0 - 1             |
| Port Vale        | 4 - 3       | Chesterfield      | 3 - 2          | 1 - 1             |
| Rochdale         | 4 - 5       | Burnley           | 3 - 3          | 1 - 2             |
| Scunthorpe Utd   | 5 - 4       | Huddersfield Town | 3 - 2          | 2 - 2 (d.t.s.)    |
| Shrewsbury Town  | 2 - 5       | Walsall           | 2 - 2          | 0 - 3             |
| Wolverhampton    | 3 - 3 (gfc) | Birmingham City   | 3 - 2          | 0 - 1 (d.t.s.)    |
| York City        | 0 - 4       | Sunderland        | 0 - 0          | 0 - 4             |
|                  |             |                   | 30 agosto 1988 | 7 settembre 1988  |
| Bolton           | 2 - 3       | Chester City      | 1 - 0          | 1 - 3             |
| Bournemouth      | 1 - 0       | Bristol Rovers    | 1 - 0          | 0 - 0             |
| Bristol City     | 2 - 0       | Exeter City       | 1 - 0          | 1 - 0             |
| Crewe Alexandra  | 2 - 3       | Lincoln City      | 1 - 1          | 1 - 2             |
| Southend Utd     | 3 - 0       | Brighton          | 2 - 0          | 1 - 0             |
| Torquay Utd      | 1 - 4       | Reading           | 0 - 1          | 1 - 3             |
|                  |             |                   | 30 agosto 1988 | 20 settembre 1988 |
| Cardiff City     | 2 - 1       | Swansea City      | 0 - 1          | 2 - 0             |
|                  |             |                   | 31 agosto 1988 | 6 settembre 1988  |
| Scarborough      | 3 - 3 (gfc) | Halifax Town      | 1 - 1          | 2 - 2 (d.t.s.)    |
|                  |             |                   | 31 agosto 1988 | 7 settembre 1988  |
| West Bromwich    | 0 - 5       | Peterborough Utd  | 0 - 3          | 0 - 2             |

## Secondo turno
| Squadra 1         | Totale          | Squadra 2       | Andata            | Ritorno         |
| ----------------- | --------------- | --------------- | ----------------- | --------------- |
|                   |                 |                 | 26 settembre 1988 | 11 ottobre 1988 |
| Port Vale         | 1 - 3           | Ipswich Town    | 1 - 0             | 0 - 3           |
|                   |                 |                 | 27 settembre 1988 | 11 ottobre 1988 |
| Bournemouth       | 1 - 7           | Coventry City   | 0 - 4             | 1 - 3           |
| Darlington        | 2 - 4           | Oldham Athletic | 2 - 0             | 0 - 4 (d.t.s.)  |
| Everton           | 5 - 2           | Bury            | 3 - 0             | 2 - 2           |
| Leyton Orient     | 3 - 3 (3-2 dcr) | Stoke City      | 1 - 2             | 2 - 1 (d.t.s.)  |
| Luton Town        | 2 - 1           | Burnley         | 1 - 1             | 1 - 0           |
| Millwall          | 6 - 1           | Gillingham      | 3 - 0             | 3 - 1           |
| Northampton Town  | 2 - 3           | Charlton        | 1 - 1             | 1 - 2           |
| Notts County      | 2 - 3           | Tottenham       | 1 - 1             | 1 - 2           |
|                   |                 |                 | 27 settembre 1988 | 12 ottobre 1988 |
| Barnsley          | 1 - 2           | Wimbledon FC    | 0 - 2             | 1 - 0           |
| Birmingham City   | 0 - 7           | Aston Villa     | 0 - 2             | 0 - 5           |
| Blackburn         | 6 - 5           | Brentford       | 3 - 1             | 3 - 4           |
| Blackpool         | 3 - 3 (gfc)     | Sheffield Weds  | 2 - 0             | 1 - 3 (d.t.s.)  |
| Peterborough Utd  | 2 - 5           | Leeds Utd       | 1 - 2             | 1 - 3           |
| Portsmouth        | 3 - 5           | Scarborough     | 2 - 2             | 1 - 3           |
| Scunthorpe Utd    | 6 - 3           | Chelsea         | 4 - 1             | 2 - 2           |
| Sheffield Utd     | 3 - 2           | Newcastle Utd   | 3 - 0             | 0 - 2           |
| Sunderland        | 1 - 5           | West Ham Utd    | 0 - 3             | 1 - 2           |
| Swindon Town      | 1 - 4           | Crystal Palace  | 1 - 2             | 0 - 2           |
|                   |                 |                 | 28 settembre 1988 | 11 ottobre 1988 |
| Derby County      | 3 - 1           | Southend Utd    | 1 - 0             | 2 - 1           |
| Leicester City    | 6 - 3           | Watford         | 4 - 1             | 2 - 2           |
| Lincoln City      | 2 - 4           | Southampton     | 1 - 1             | 1 - 3           |
| Middlesbrough     | 2 - 1           | Tranmere        | 0 - 0             | 0 - 1           |
| Norwich City      | 5 - 0           | Preston N.E.    | 2 - 0             | 3 - 0           |
| Oxford Utd        | 2 - 6           | Bristol City    | 2 - 4             | 0 - 2           |
| QPR               | 7 - 1           | Cardiff City    | 3 - 0             | 4 - 1           |
|                   |                 |                 | 28 settembre 1988 | 12 ottobre 1988 |
| Hull City         | 1 - 5           | Arsenal         | 1 - 2             | 0 - 3           |
| Liverpool         | 4 - 1           | Walsall         | 1 - 0             | 3 - 1           |
| Manchester City   | 7 - 4           | Plymouth        | 1 - 0             | 6 - 3           |
| Nottingham Forest | 10 - 0          | Chester City    | 6 - 0             | 4 - 0           |
| Reading           | 2 - 3           | Bradford City   | 1 - 1             | 1 - 2 (d.t.s.)  |
| Rotherham Utd     | 0 - 6           | Manchester Utd  | 0 - 1             | 0 - 5           |

## Terzo turno
| Squadra 1         | Risultato | Squadra 2       |
| ----------------- | --------- | --------------- |
| 1 novembre 1988   |           |                 |
| Bristol City      | 4 - 1     | Crystal Palace  |
| Ipswich Town      | 2 - 0     | Leyton Orient   |
| Tottenham         | 0 - 0     | Blackburn       |
| Tranmere          | 1 - 0     | Blackpool       |
| West Ham Utd      | 5 - 0     | Derby County    |
| 2 novembre 1988   |           |                 |
| Aston Villa       | 3 - 1     | Millwall        |
| Bradford City     | 1 - 1     | Scunthorpe Utd  |
| Leeds Utd         | 0 - 2     | Luton Town      |
| Leicester City    | 2 - 0     | Norwich City    |
| Liverpool         | 1 - 1     | Arsenal         |
| Manchester City   | 4 - 2     | Sheffield Utd   |
| Nottingham Forest | 3 - 2     | Coventry City   |
| QPR               | 2 - 1     | Charlton        |
| Scarborough       | 2 - 2     | Southampton     |
| Wimbledon FC      | 2 - 1     | Manchester Utd  |
| 8 novembre 1988   |           |                 |
| Everton           | 1 - 1     | Oldham Athletic |

### Replay
| Squadra 1        | Risultato      | Squadra 2     |
| ---------------- | -------------- | ------------- |
| 9 novembre 1988  |                |               |
| Arsenal          | 0 - 0 (d.t.s.) | Liverpool     |
| Blackburn        | 1 - 2 (d.t.s.) | Tottenham     |
| 22 novembre 1988 |                |               |
| Scunthorpe Utd   | 0 - 1          | Bradford City |
| Southampton      | 1 - 0          | Scarborough   |
| 29 novembre 1988 |                |               |
| Oldham Athletic  | 0 - 2          | Everton       |

### Secondo replay
| Squadra 1        | Risultato | Squadra 2 |
| ---------------- | --------- | --------- |
| 23 novembre 1988 |           |           |
| Liverpool        | 2 - 1     | Arsenal   |

## Quarto turno
| Squadra 1        | Risultato | Squadra 2         |
| ---------------- | --------- | ----------------- |
| 29 novembre 1988 |           |                   |
| Bristol City     | 1 - 0     | Tranmere          |
| Luton Town       | 3 - 1     | Manchester City   |
| Southampton      | 2 - 1     | Tottenham         |
| 30 novembre 1988 |           |                   |
| Aston Villa      | 6 - 2     | Ipswich Town      |
| Leicester City   | 0 - 0     | Nottingham Forest |
| QPR              | 0 - 0     | Wimbledon FC      |
| West Ham Utd     | 4 - 1     | Liverpool         |
| 14 dicembre 1988 |           |                   |
| Bradford City    | 4 - 1     | Everton           |

### Replay
| Squadra 1         | Risultato | Squadra 2      |
| ----------------- | --------- | -------------- |
| 14 dicembre 1988  |           |                |
| Nottingham Forest | 2 - 1     | Leicester City |
| Wimbledon FC      | 0 - 1     | QPR            |

## Quarti di finale
| Squadra 1         | Risultato | Squadra 2    |
| ----------------- | --------- | ------------ |
| 18 gennaio 1989   |           |              |
| Bradford City     | 0 - 1     | Bristol City |
| Luton Town        | 1 - 1     | Southampton  |
| Nottingham Forest | 5 - 2     | QPR          |
| West Ham Utd      | 2 - 1     | Aston Villa  |

### Replay
| Squadra 1       | Risultato      | Squadra 2  |
| --------------- | -------------- | ---------- |
| 25 gennaio 1989 |                |            |
| Southampton     | 1 - 2 (d.t.s.) | Luton Town |

## Semifinali
| Squadra 1         | Totale | Squadra 2    | Andata           | Ritorno          |
| ----------------- | ------ | ------------ | ---------------- | ---------------- |
|                   |        |              | 12 febbraio 1989 | 1 marzo 1989     |
| West Ham Utd      | 0 - 5  | Luton Town   | 0 - 3            | 0 - 2            |
|                   |        |              | 15 febbraio 1989 | 26 febbraio 1989 |
| Nottingham Forest | 2 - 1  | Bristol City | 1 - 1            | 1 - 0 (d.t.s.)   |

## Finale
| Arbitro: | Roger Milford |

|                         |           |         |
| Clough (2, 1 rig.) Webb | Marcatori | Harford |

| Nottingham Forest | Luton Town |

| NOTTINGHAM FOREST |    |                   |
|                   |    |                   |
| P                 | 1  | Steve Sutton      |
| D                 | 2  | Brian Laws        |
| D                 | 3  | Stuart Pearce (C) |
| D                 | 4  | Des Walker        |
| D                 | 5  | Terry Wilson      |
| C                 | 6  | Steve Hodge       |
| C                 | 7  | Tommy Gaynor      |
| C                 | 8  | Neil Webb         |
| A                 | 9  | Nigel Clough      |
| A                 | 10 | Lee Chapman       |
| C                 | 11 | Garry Parker      |
| A disposizione:   |    |                   |
| D                 | 12 | Steve Chettle     |
| A                 | 14 | Lee Glover        |
| Manager:          |    |                   |
| Brian Clough      |    |                   |

| LUTON TOWN      |    |                  |          |
|                 |    |                  |          |
| P               | 1  | Les Sealey       |          |
| D               | 2  | Tim Breacker     |          |
| D               | 3  | Ashley Grimes    |          |
| C               | 4  | David Preece     |          |
| D               | 5  | Steve Foster (C) |          |
| D               | 6  | Dave Beaumont    |          |
| C               | 7  | Danny Wilson     |          |
| A               | 8  | Roy Wegerle      |          |
| A               | 9  | Mick Harford     |          |
| C               | 10 | Ricky Hill       |          |
| C               | 11 | Kingsley Black   |          |
| A disposizione: |    |                  |          |
| D               | 12 | Darron McDonough | Ingresso |
| A               | 14 | Raphael Meade    |          |
| Manager:        |    |                  |          |
| Ray Harford     |    |                  |          |